# Rakieem Salaam
Rakieem Mustafa Allah Salaam, genannt Mookie Salaam (arabisch موکی سلام, DMG Mūkī Salām; * 5. April 1990 in Edmond, Oklahoma), ist ein US-amerikanischer Sprinter.

## Leben
Rakieem Mustafa „Mookie“ Allah Salaam wuchs mit sechs Geschwistern bei seinen Pflegeeltern Kevin und Lisa Peterson auf. Schon in seiner Zeit auf der Edmond North High School fiel er als Talent auf und trat in den Disziplinen 100 Meter (10,68 Sekunden), 200 Meter (21,39 Sekunden), Staffelwettbewerb und auch im Weitsprung an. Auf dem College konnte er sich weiter steigern und lief so 2009 10,40 s über 100 Meter und 20,87 über 200 Meter. Im Jahr 2011 versuchte er sich in der Halle auch über 400 Meter und lief dabei 47,64 s, sein Schwerpunkt lag aber weiterhin auf den beiden kürzeren Distanzen. Bei den NCAA Track and Field Championships lief er 9,97 s und war damit der 79. Sprinter, der unter 10 Sekunden laufen konnte.
Er verließ 2011 die Universität von Oklahoma, nachdem er einen Vertrag mit Adidas unterschrieben hatte, um als Profisportler für die Olympic Trials zu trainieren.
Am 21. Mai 2012 absolvierte Mookie Salaam in Doha sein erstes Diamond League Rennen. Er startete über die 200-Meter-Distanz, musste aber nach der Hälfte der Strecke abbrechen, da er sich verletzte. Infolge der Probleme mit der hinteren Oberschenkelmuskulatur musste er dann auch die Olympic Trials absagen.
Am 3. Februar 2013 eröffnete er seine neue Saison bei dem Hallenwettkampf Russian Winter in Moskau. Er kam mit 6,72 s ins Finale, wo er mit 6,74 s Fünfter wurde. Auch bei den weiteren Hallenmeetings schaffte er es nicht an seine Bestleistung von 6,54 s heranzukommen. In Gent stellte er seine Saisonbestzeit von 6,70 s auf. Im Freien startete er zunächst bei diversen IAAF World Challenge und Diamond League Meetings, wie in Tokio, Doha und New York. Abgesehen von seinem Sieg im B-Lauf von Doha – mit 10,06 s bei einem Rückenwind von 2,5 m/s – blieb er aber hinter seinen Topzeiten und Podiumsplätzen zurück.
Bei den US-Meisterschaften verpasste er als Fünfter mit 10,01 s die Qualifikation für den Einzelstart bei den Weltmeisterschaften in Moskau, wurde aber nach Öffentlichwerden von Tyson Gays positiver Dopingproben für die 4-mal-100-Meter-Staffel nachnominiert, mit der er im Finale Silber gewann.

## Persönliche Bestzeiten
- 60 Meter: 6,54 s, 11. Februar 2011, Fayetteville (Arkansas), USA
- 100 Meter: 9,97 s, 10. Juni 2011, Des Moines, USA
- 200 Meter: 20,05 s, 15. Mai 2011, Norman, USA